# أوكيلا
أوكيلا (بالإنجليزية: Ocilla, Georgia)‏ هي مدينة تقع في مقاطعة إروين، جورجيا بولاية جورجيا في الولايات المتحدة. تبلغ مساحة هذه المدينة 6.7 (كم²)، وترتفع عن سطح البحر 106 م، بلغ عدد سكانها 3270 نسمة في عام 2010 حسب إحصاء مكتب تعداد الولايات المتحدة.

## التركيبة السكانية
حدّد مكتب تعداد الولايات المتحدة بيانات التركيبة السكانية لأوكيلا في تعداد الولايات المتحدة. في ما يلي، التركيبة السكانية حسب تعدادي 2000 و2010.

### تعداد عام 2000
بلغ عدد سكان أوكيلا 3,270 نسمة بحسب تعداد عام 2000، وبلغ عدد الأسر 1,099 أسرة وعدد العائلات 763 عائلة مقيمة في المدينة. في حين سجلت الكثافة السكانية 494.7 نسمة لكل كيلومتر مربع (1,281.3/ميل2). وبلغ عدد الوحدات السكنية 1,283 وحدة بمتوسط كثافة قدره 194.1 لكل كيلومتر مربع (502.7/ميل2).
وتوزع التركيب العرقي للمدينة بنسبة 38.87% من البيض و59.39% من الأمريكيين الأفارقة و0.09% من الأمريكيين الأصليين و0.34% من الأمريكيين ذوي الأصول الآسيوية و0.86% من الأعراق الأخرى و0.46% من عرقين مختلطين أو أكثر و1.77% من الهسبانيون أو اللاتينيون من أي عرق.
بلغ عدد الأسر 1,099 أسرة كانت نسبة 43.4% منها لديها أطفال تحت سن الثامنة عشر تعيش معهم، وبلغت نسبة الأزواج القاطنين مع بعضهم البعض 38.3% من أصل المجموع الكلي للأسر، ونسبة 27.2% من الأسر كان لديها معيلات من الإناث دون وجود شريك،  بينما كانت نسبة 3.9% من الأسر لديها معيلون من الذكور دون وجود شريكة وكانت نسبة 30.6% من غير العائلات. تألفت نسبة 28.1% من أصل جميع الأسر من عدة أفراد يعيشون في نفس المنزل ونسبة 14.6% كانت تتألف من شخص يعيش بمفرده يبلغ من العمر 65 عاماً أو أكثر. وبلغ متوسط حجم الأسرة المعيشية 2.64، أما متوسط حجم العائلات فبلغ 3.22.
بلغ العمر الوسطي للسكان 30.7 عاماً. وكانت نسبة 28.5% من القاطنين تحت سن الثامنة عشر، وكانت نسبة 9.1% بين الثامنة عشر والرابعة والعشرين عاماً، ونسبة 21.9% كانت واقعةً في الفئة العمرية ما بين الخامسة والعشرين والرابعة والأربعين عاماً، ونسبة 17% كانت ما بين الخامسة والأربعين والرابعة والستين، ونسبة 12.2% كانت ضمن فئة الخامسة والستين عاماً فما فوق. يوجد لكل 100 أنثى 81.7 ذكر، ويوجد لكل 100 أنثى في الثامنة عشر من عمرها فما فوق 74.5 ذكر.
بلغ متوسط دخل الأسرة في المدينة 22,332 دولارًا، أما متوسط دخل العائلة فبلغ 27,411 دولارًا. وكان متوسط دخل الذكور 26,711 دولارًا مقابل 18,594 دولارًا للإناث. وسجل دخل الفرد الخاص بالمدينة 10,573 دولارًا. وكانت نسبة 27.4% من العائلات ونسبة 33.1% من السكان تحت خط الفقر، وكان من هؤلاء نسبة 47.6% تحت سن الثامنة عشر ونسبة 26.3% في الخامسة والستين من العمر وما فوق.

### تعداد عام 2010
بلغ عدد سكان أوكيلا 3,414 نسمة بحسب تعداد عام 2010، وبلغ عدد الأسر 1,069 أسرة وعدد العائلات 734 عائلة مقيمة في المدينة. في حين سجلت الكثافة السكانية 516.5 نسمة لكل كيلومتر مربع (1,337.7/ميل2). وبلغ عدد الوحدات السكنية 1,236 وحدة بمتوسط كثافة قدره 187 لكل كيلومتر مربع (484.3/ميل2).
وتوزع التركيب العرقي للمدينة بنسبة 39.54% من البيض و57.73% من الأمريكيين الأفارقة و0.06% من الأمريكيين الأصليين و0.82% من الأمريكيين ذوي الأصول الآسيوية و0.70% من الأعراق الأخرى و1.14% من عرقين مختلطين أو أكثر و1.87% من الهسبانيون أو اللاتينيون من أي عرق.
بلغ عدد الأسر 1,069 أسرة كانت نسبة 39.8% منها لديها أطفال تحت سن الثامنة عشر تعيش معهم، وبلغت نسبة الأزواج القاطنين مع بعضهم البعض 32.9% من أصل المجموع الكلي للأسر، ونسبة 31% من الأسر كان لديها معيلات من الإناث دون وجود شريك،  بينما كانت نسبة 4.8% من الأسر لديها معيلون من الذكور دون وجود شريكة وكانت نسبة 31.3% من غير العائلات. تألفت نسبة 27.8% من أصل جميع الأسر من عدة أفراد يعيشون في نفس المنزل ونسبة 12.8% كانت تتألف من شخص يعيش بمفرده يبلغ من العمر 65 عاماً أو أكثر. وبلغ متوسط حجم الأسرة المعيشية 2.57، أما متوسط حجم العائلات فبلغ 3.16.
بلغ العمر الوسطي للسكان 34.3 عاماً. وكانت نسبة 24.4% من القاطنين تحت سن الثامنة عشر، وكانت نسبة 10.1% بين الثامنة عشر والرابعة والعشرين عاماً، ونسبة 29.6% كانت واقعةً في الفئة العمرية ما بين الخامسة والعشرين والرابعة والأربعين عاماً، ونسبة 21.4% كانت ما بين الخامسة والأربعين والرابعة والستين، ونسبة 14.5% كانت ضمن فئة الخامسة والستين عاماً فما فوق. وتوزع التركيب الجنسي للسكان بنسبة 51.7% ذكور و48.3% إناث.

## أعلام
- باول روجرز
- والت سومنر
- جون جي. هندرسون
- جاستن أندرسون

## وصلات خارجية
- Cities & Counties - Georgia.gov